# 전주이씨 안양군 묘
전주이씨 안양군 묘(全州李氏 安陽君 墓)는 대한민국 경기도 군포시 산본동에 있는, 조선 성종의 셋째 아들 안양군 이행(?∼1505)의 묘이다. 1990년 4월 30일 경기도의 기념물 제122호로 지정되었다.

## 개요
이행의 어머니는 성종의 후궁인 귀인 정씨이다. 연산군은 생모인 폐비 윤씨 사건의 원인을 성종의 후궁인 정씨와 엄씨가 무고하게 왕에게 고(告)했기 때문이라고 판단하고, 연산군 10년(1504)에 안양군과 정씨, 봉안군(성종의 여섯째 아들)에게 사약을 내렸다. 1506년에 중종이 즉위하면서 복적되었고, 중종 15년(1520)에 부인의 상소에 따라 다시 장례를 지내도록 교지가 내려졌다.
묘는 부인 능성 구씨와의 합장묘이며, 묘역은 원래의 자리가 아니라 고종 32년(1895) 양주에서 석물과 함께 이장한 것이다. 봉분 앞에는 제물을 놓고 제사를 지내기 위한 상석이 있고, 그 앞에 불을 밝히기 위한 장명등이 있다. 좌우로는 멀리서도 무덤이 있음을 알 수 있게 해주는 망주석과 문인석 등의 석물이 갖추어져 있다. 묘역 앞에는 신종묵이 글을 짓고, 이일형이 글씨를 쓴 신도비(神道碑:왕이나 고관 등의 평생업적을 기리기 위해 무덤 근처 길가에 세운 비)가 세워져 있다.

## 참고 문헌
- 전주이씨안양군묘 - 국가유산청 국가유산포털